# 弗雷舒宮

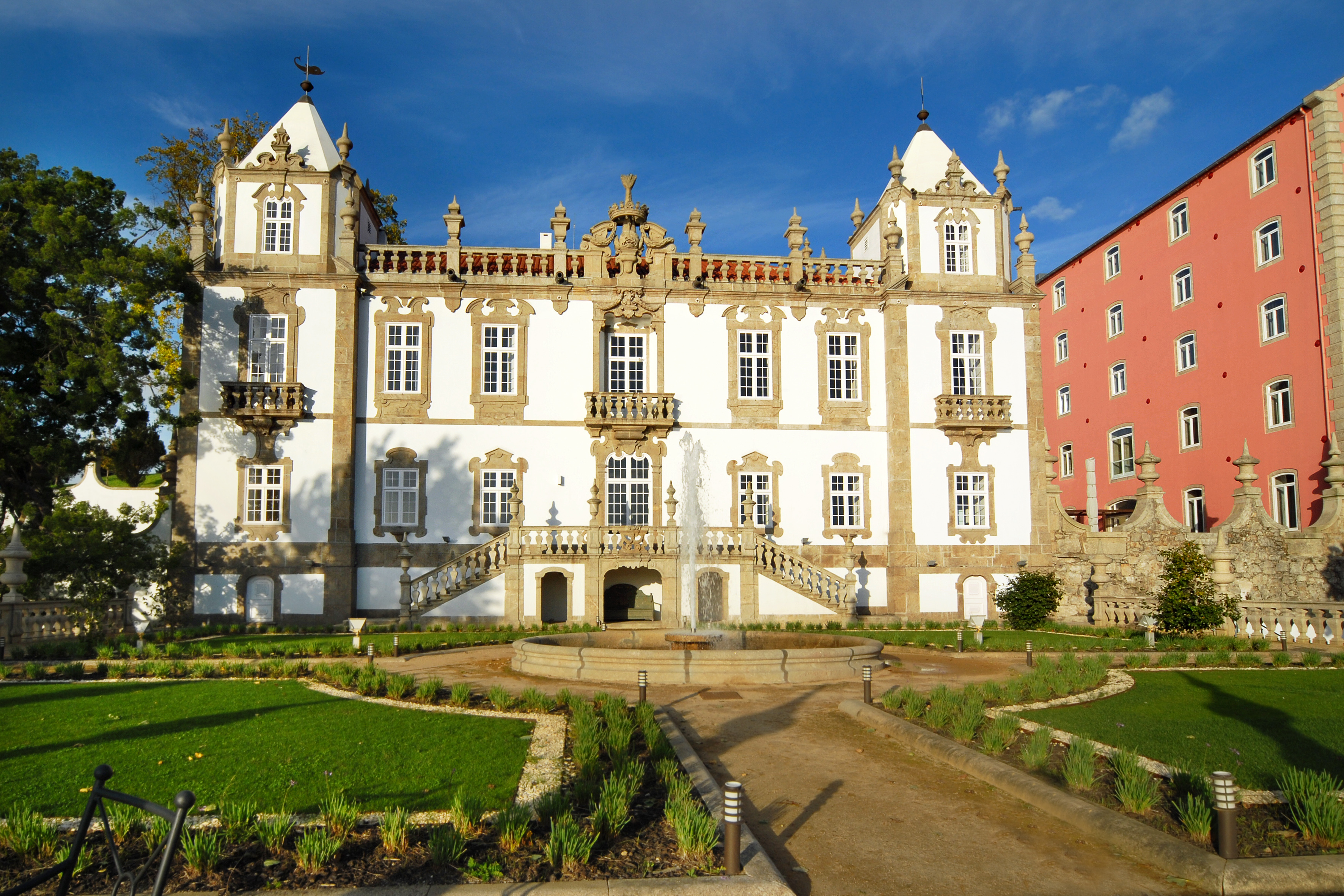

弗雷舒宮（葡萄牙語：Palácio do Freixo）是位於葡萄牙北部城市波爾圖坎帕尼揚堂區的一座建築。這座建築修建於18世紀中期。2005年後，該建築部分被改建為酒店，並在2009年開業。